# 民族宗教

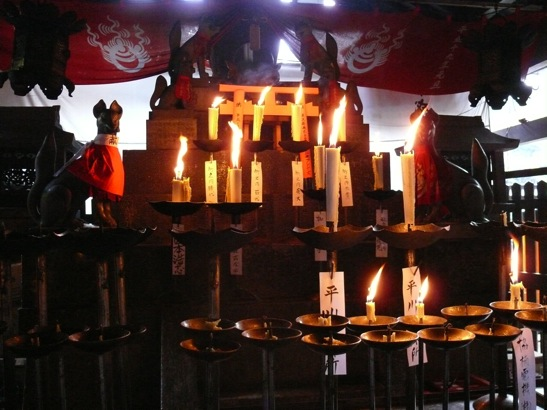
日本京都伏見稻荷大社的祭坛。神道信仰被视为日本人的民族宗教

民族宗教在宗教学中是指和特定民族相关的宗教信仰，例如犹太人信仰的犹太教、伊朗人信仰的祆教、印度人信仰的印度教、旁遮普人的锡克教 、日本人的神道、凯尔特人的凯尔特宗教、中國人的道教、古希腊人的希腊宗教等。
民族宗教的概念和“普世宗教”相对，即不受民族身份限制的宗教，如基督宗教、伊斯兰教、佛教等。

## 用途
民族宗教和特定的民族相关联，常常是民族身份认同的一部分，起到维系群体凝聚力的作用。除了犹太教、祆教、印度教、凯尔特宗教、希腊宗教，民族宗教的例子还有伊斯兰教的德鲁兹教、阿拉维派和阿列维派；曼达安教:4、雅兹迪；中国汉人的民间信仰；爪哇族的喀嘉文和卡皮塔扬信仰、巽他族的维维坦信仰；塞雷尔人的塞雷尔宗教。作为普世宗教的基督教也可能成为民族身份认同的元素，例如亚述人的叙利亚基督教信仰。
流散的族群常常将信仰民族宗教作为维持族群认同的方式。美洲的非洲裔族群就有维持非洲传统宗教的现象。
近年来新异教主义兴起，欧洲一些已经消亡的多神教信仰得到一定程度复苏，常以“民族宗教”的概念出现，而非此前惯用的“异教”（pagan）。北美也有“天然宗教”的近义概念。